# Berne (stacja metra)
Berne – stacja metra hamburskiego na linii U1. Stacja została otwarta 12 września 1918. 

## Położenie
Stacja Berne położona jest w części o tej samej nazwie w dzielnicy Farmsen-Berne. Składa się z jednego ponad 120 metrowego peronu wyspowego. Peron znajdują się w wykopie wzdłuż Berner Heerweg i Kriegkamp, które są połączone kładką z wejściem na peron.